# Margaret Herbison
Margaret Herbison, född 1907, död 1996, var en brittisk politiker. 
Hon var socialminister 1964–1967. 